# This Old Dog
This Old Dog — третій повноформатний студійний альбом канадського музиканта Мака Демарко, випущений 5 травня 2017 року на лейблі Captured Tracks. Після випуску «Another One» ДеМарко переїхав зі свого відокремленого дому в Квінз до будинку в Лос-Анджелесі, щоб створити альбом. Альбом породив два сингли в січні, «My Old Man» і «This Old Dog», які є двома першими треками в альбомі. Сингли «On The Level» і «One More Love Song» були випущені в квітні 2017 року.

## Запис
ДеМарко записав «This Old Dog» під час переїзду до Лос-Анджелеса. Він описує досвід і час, який знадобився для розробки та створення альбому:
|  | Я зробив демо повного альбому, і коли я переїжджав на Західне узбережжя, я думав, що швидко його закінчу. Але потім я зрозумів, що для переїзду в нове місто і початку нового життя потрібен час. І це було дивно, тому що зазвичай я просто пишу, записую і видаю; без проблем. Але цього разу я написав їх, і вони сиділи. Коли це відбувається, ви дійсно дізнаєтеся про пісні. Це була інша атмосфера. Оригінальний текст (англ.) I demoed a full album, and as I was moving to the West Coast I thought I'd get to finishing it quick. But then I realized that moving to a new city and starting a new life takes time. And it was weird, because usually I just write, record, and put it out; no problem. But this time, I wrote them and they sat. When that happens, you really get to know the songs. It was a different vibe. |

## Огляди
This Old Dog отримав «Найкращий новий трек» від Pitchfork, а письменник Марк Хоган назвав його «кудлатою одою романтичній постійності».
У своєму огляду альбому Марк Річардсон із Pitchfork пише: «ДеМарко, здається, відкидається назад і дозволяє всьому стати на свої місця, але його музика демонструє невпинну відданість ремеслу, з усіма фундаментальними принципами».

### Аколади
| Публікація         | Аколада                          | Ранг | Прим.  |
| ------------------ | -------------------------------- | ---- | ------ |
| Exclaim            | Top 20 Pop & Rock Albums of 2017 | 12   | [ 18 ] |
| Les Inrockuptibles | Best Albums of 2017              | 7    | [ 19 ] |
| Noisey             | The 100 Best Albums of 2017      | 100  | [ 20 ] |
| Rough Trade        | Albums of the Year               | 30   | [ 21 ] |

## Список композицій
Автор музики і слів Мак Демарко. 
| This Old Dog – Стандартна Версія | This Old Dog – Стандартна Версія  | This Old Dog – Стандартна Версія |
| #                                | Назва                             | Тривалість                       |
| -------------------------------- | --------------------------------- | -------------------------------- |
| 1.                               | «My Old Man»                      | 3:41                             |
| 2.                               | «This Old Dog»                    | 2:30                             |
| 3.                               | «Baby You're Out»                 | 2:37                             |
| 4.                               | «For the First Time»              | 3:02                             |
| 5.                               | «One Another»                     | 2:46                             |
| 6.                               | «Still Beating»                   | 3:01                             |
| 7.                               | «Sister»                          | 1:18                             |
| 8.                               | «Dreams from Yesterday»           | 3:27                             |
| 9.                               | «A Wolf Who Wears Sheeps Clothes» | 2:49                             |
| 10.                              | «One More Love Song»              | 4:01                             |
| 11.                              | «On the Level»                    | 3:47                             |
| 12.                              | «Moonlight on the River»          | 7:02                             |
| 13.                              | «Watching Him Fade Away»          | 2:23                             |
| 42:24                            |                                   |                                  |

| This Old Dog – iTunes бонусні треки | This Old Dog – iTunes бонусні треки              | This Old Dog – iTunes бонусні треки |
| #                                   | Назва                                            | Тривалість                          |
| ----------------------------------- | ------------------------------------------------ | ----------------------------------- |
| 14.                                 | «My Old Man» (Instrumental)                      | 3:40                                |
| 15.                                 | «This Old Dog» (Instrumental)                    | 2:30                                |
| 16.                                 | «Baby You're Out» (Instrumental)                 | 2:36                                |
| 17.                                 | «For the First Time» (Instrumental)              | 3:05                                |
| 18.                                 | «One Another» (Instrumental)                     | 2:46                                |
| 19.                                 | «Still Beating» (Instrumental)                   | 4:00                                |
| 20.                                 | «Dreams from Yesterday» (Instrumental)           | 3:27                                |
| 21.                                 | «A Wolf Who Wears Sheeps Clothes» (Instrumental) | 2:47                                |
| 22.                                 | «One More Love Song» (Instrumental)              | 4:01                                |
| 23.                                 | «On the Level» (Instrumental)                    | 3:45                                |
| 24.                                 | «Moonlight on the River» (Instrumental)          | 6:56                                |

## Персонал
Адаптовано з нотаток вкладки альбому.
- Мак Демарко – усі інструменти та вокал, продюсинг, зведення та обробка
- Девід Айвз – мастеринг
- Шегс Чемберлен – зведення

## Чарти
| Чарт (2017)                                 | Найвища позиція |
| ------------------------------------------- | --------------- |
| Австралія Australian Albums (ARIA)          | 23              |
| Бельгія Belgian Albums (Ultratop Flanders)  | 72              |
| Бельгія Belgian Albums (Ultratop Wallonia)  | 75              |
| Канада Canadian Albums (Billboard)          | 27              |
| Нідерланди Dutch Albums (MegaCharts)        | 48              |
| Франція French Albums (SNEP)                | 144             |
| Ірландія Irish Albums (IRMA)                | 14              |
| New Zealand Heatseekers Albums (RMNZ)       | 1               |
| Португалія Portuguese Albums (AFP)          | 47              |
| Шотландія Scottish Albums (OCC)             | 19              |
| Велика Британія UK Albums (OCC)             | 21              |
| Велика Британія UK Independent Albums (OCC) | 9               |
| США Billboard 200                           | 29              |
| США Independent Albums (Billboard)          | 1               |
| США Top Alternative Albums (Billboard)      | 2               |
| США Top Rock Albums (Billboard)             | 6               |

## Сертифікації
| Регіон                                                      | Сертифікація | Продажі |
| ----------------------------------------------------------- | ------------ | ------- |
| Велика Британія (BPI)                                       | Срібний      | 60 000  |
| продажі+прослуховування, що базуються лише на сертифікаціях |              |         |